# Museo de Plantas Sagradas, Mágicas y Medicinales
El Museo de Plantas Sagradas, Mágicas y Medicinales fue un museo etnobotánico privado ubicado en la ciudad de Cusco, Perú. El museo fue inaugurado en julio del 2011 con la participación del ministro de Cultura Juan Ossio Acuña como una asociación civil cultural, educativa y científica sin fines de lucro. 
Su objetivo era difundir en forma interdisciplinaria e intercultural los diversos aspectos de la cultura indígena sudamericana, pasada y presente, y, en particular, de las tradiciones terapéuticas donde se entrecruzan cosmovisiones y el conocimiento de las propiedades y simbolismos asociados a una riquísima farmacopea vegetal.
El museo cerró sus puertas indefinidamente en junio de 2014.

## Exhibiciones

### Exhibiciones permanentes
El museo contaba con 9 salas de exhibición permanente, 5 de las cuales estaban dedicadas a las siguientes plantas:
- Erythroxylum coca
- Nicotiana rustica
- Echinopsis pachanoi
- Anadenanthera colubrina y Anadenanthera peregrina
- Banisteriopsis caapi y Psychotria viridis

Adicionalmente, existía una sala dedicada a las plantas medicinales de la Amazonía, otra dedicada a las plantas medicinales de los Andes y la última dedicada a la Biopiratería.